# Zabójstwo siostry George
Zabójstwo siostry George – amerykański dramat z 1968 roku na podstawie sztuki Franka Marcusa.

## Główne role
- Beryl Reid – June George Buckridge
- Susannah York – Alice Childie McNaught
- Coral Browne – Mercy Croft
- Ronald Fraser – Leo Lockhart
- Patricia Medina – Betty Thaxter
- Hugh Paddick – Freddie
- Cyril Delevanti – Ted Baker
- Sivi Aberg – Diana
- Elaine Church – Marelen
- Brendan Dillon – Bert Turner

## Fabuła
Siostra George to opera mydlana stacji BBC, która „uśmierciła” ją ze względu na niską frekwencję. Starsza aktorka, która gra tytułową rolę jest lesbijką, która żyje ze zdziecinniałą kobietą w średnim wieku o imieniu Childie. Pracuje ona w fabryce, a po pracy kobiety razem bawią się lalkami z kolekcji. Konflikt między kochankami wybucha, gdy twardy wobec kobiet dyrektor stacji, który anulował jej umowę i „ukradł” Childie. W zamian jako rekompensata George miałaby użyczyć swojego głosu jako krowa-kukiełka w nowym filmie animowanym...

## Nagrody i nominacje
Złote Globy 1968
- Najlepsza aktorka dramatyczna – Beryl Reid (nominacja)